# Zmarli w roku 1897
Lista osób zmarłych w 1897:

## styczeń 1897
- 16 stycznia – Józef Tovini, włoski prawnik, błogosławiony katolicki[1]

## marzec 1897
- 19 marca – Antoine Thomson d’Abbadie, francuski astronom, geograf, fizyk[2]

## kwiecień 1897
- 3 kwietnia – Johannes Brahms, kompozytor niemiecki[3]
- 12 kwietnia – Edward Drinker Cope, amerykański paleontolog, zoolog i ewolucjonista[4]

## maj 1897
- 7 maja – Ion Ghica, rumuński rewolucjonista, polityk i dyplomata, dwukrotny premier Rumunii[5]
- 21 maja – Fritz Müller, niemiecki biolog[6]
- 30 maja – Maria Celina od Ofiarowania Najświętszej Maryi Panny, francuska klaryska, błogosławiona katolicka[7]

## czerwiec 1897
- 4 czerwca – Theodor Sixt, niemiecki przedsiębiorca, działacz społeczny i filantrop[8]
- 16 czerwca – Antonina Hoffmann, polska aktorka[9]
- 17 czerwca – Sebastian Kneipp, niemiecki ksiądz, prekursor wodolecznictwa[10]
- 21 czerwca – Emil Fiek, niemiecki farmaceuta i botanik, związany z Dolnym Śląskiem i Karkonoszami[11]

## lipiec 1897
- 6 lipca – Henri Meilhac, francuski dramaturg i librecista[12]
- 9 lipca – Alojzy Caburlotto, włoski duchowny katolicki, założyciel Zgromadzenia Córek św. Józefa, błogosławiony[13]

## sierpień 1897
- 2 sierpnia – Adam Asnyk, polski poeta i dramatopisarz[14]
- 26 sierpnia – Teresa od Jezusa Jornet e Ibars, hiszpańska zakonnica, założycielka Zgromadzenia Małych Sióstr Opuszczonych Starców, święta katolicka[15]

## wrzesień 1897
- 19 września – Kornel Ujejski, polski poeta[16]
- 25 września – Maciej Sieczka, przewodnik tatrzański[17]
- 30 września – Teresa z Lisieux, francuska karmelitanka, święta katolicka[18]

## październik 1897
- 19 października – George Pullman, konstruktor wagonów[19]

## listopad 1897
- 29 listopada – James Legge, szkocki misjonarz i sinolog, tłumacz chińskich dzieł klasycznych[20]

## grudzień 1897
- 11 grudnia – Gardiner Greene Hubbard – amerykański prawnik, finansista i filantrop, jeden z założycieli Bell Telephone Company i pierwszy przewodniczący National Geographic Society[21]
- 16 grudnia – Alphonse Daudet, francuski pisarz, piewca Prowansji[22]